# Ricinoides feae
Ricinoides feae är en spindeldjursart som först beskrevs av Hansen 1921.  Ricinoides feae ingår i släktet Ricinoides och familjen Ricinoididae. Inga underarter finns listade i Catalogue of Life.